# Захарян, Армен Арменович
Армен Арменович Захарян (род. 13 декабря 1988, Ереван, СССР) — блогер, филолог, литературный критик, автор и ведущий литературного YouTube-канала «Армен и Федор».

## Биография
Родился 13 декабря 1988 года в Ереване, СССР. Детство провёл в Москве. Закончил филологический факультет Российского университета дружбы народов, окончил курсы по теории перевода при СПбГУ, обучался на курсах при университетах Кардиффа и Оксфорда.
В 2012 году был корреспондентом телеканала Russia Today.
С 2014 года живёт за границей (первое время: в Черногории, позднее — в Белграде, с 2020 года — в Варшаве).
Литературный YouTube-канал «Армен и Федор», который запущен Захаряном в 2018 году и к началу 2025-го набрал 334 тысячи подписчиков, позиционирует себя как «канал о литературе, которая отказывается умирать».
В октябре 2024 года интервью «Невероятный разговор о книгах» у Армена Захаряна взял известный блогер и интервьюер Юрий Дудь, в анонсе к интервью Юрий Дудь охарактеризовал Захаряна как человека, который «очень красочно, изобретательно и глубоко рассказывает про мировую литературу». Писатель и литературный критик Дмитрий Быков дал следующую оценку деятельности Захаряна: «Я любуюсь его деятельностью … то, что он делает, мне симпатично…», также Быков раскритиковал критиков Захаряна (равно как и своих) и обвинил их в отсутствии собственных мыслей о литературе и неумении интересно рассказывать о литературе так, как это делают Набоков, Захарян и сам Быков.

### Семья
- Жена — Любовь Андреевна Островская — педагог, поведенческий аналитик.
  - Дочь — Владислава (р. 2024).